# اگلهام
اگلهام (به آلمانی: Egglham) یک شهر در آلمان است که در بایرن واقع شده‌است.

## خصوصیات
اگلهام ۳۶٫۸۴ کیلومترمربع مساحت دارد ۳۵۳ متر بالاتر از سطح دریا واقع شده‌است.